# Sphaerostephanos penniger
Sphaerostephanos penniger är en kärrbräkenväxtart som först beskrevs av William Jackson Hooker, och fick sitt nu gällande namn av Holtt. Sphaerostephanos penniger ingår i släktet Sphaerostephanos och familjen Thelypteridaceae.

## Underarter
Arten delas in i följande underarter:
- S. p. excellens
- S. p. karcensis